# Aniello Di Nardo
Aniello Di Nardo detto Nello (Castellammare di Stabia, 11 maggio 1956) è un politico italiano.

## Biografia
Laureato in Medicina, specializzato in odontoiatria. Impegnato in politica con la Democrazia Cristiana, nel 1988 viene eletto consigliere comunale a Castellammare di Stabia, dal 1990 diventa assessore, carica che mantiene fino al 1992. 
Viene eletto deputato nel 1996 nel Collegio uninominale di Gragnano (nel Polo per le Libertà, all'interno della coalizione di centro-destra), aderisce al gruppo CCD-CDU. Nel corso della Legislatura è stato componente delle Commissioni permanenti dell'Agricoltura, degli Affari Sociali e della Difesa, nonché della Commissione parlamentare d'inchiesta sulle responsabilità relative alla tragedia del Cermis. Nel 1998 aderisce all'Unione Democratica per la Repubblica, terminata tale esperienza, nel 1999 segue Clemente Mastella che dà vita all'UDEUR.
In seguito alla nascita del secondo governo D'Alema, il 22 dicembre 1999 viene nominato dal Consiglio dei Ministri Sottosegretario di Stato al Ministero delle politiche agricole e forestali, affiancando il ministro democratico Paolo De Castro. Dall'aprile 2000 al giugno 2001 è poi Sottosegretario di Stato per l'Interno, durante il Governo Amato. È stato inoltre responsabile regionale della Scuola di Protezione Civile della Campania.
Alle elezioni politiche del 2001 viene candidato nel collegio uninominale nº 11 di Castellammare di Stabia per il Senato della Repubblica, sostenuto dalla coalizione di centro-sinistra L'Ulivo in quota UDEUR/DL - La Margherita, venendo sconfitto dall'esponente della Casa delle Libertà Luigi Bobbio e non venendo dunque eletto.
Alle elezioni politiche del 2006 è candidato alla Camera dei deputati nell'Italia dei Valori, come quarto della lista nella circoscrizione Campania 1, risultando il secondo dei non eletti. A maggio del 2006 viene nominato capo della segreteria Ministro delle Infrastrutture Antonio Di Pietro.
Alle successive elezioni politiche del 2008 è nuovamente candidato al Senato della Repubblica come capolista dell'Italia dei Valori in regione Campania, venendo eletto senatore della XVI Legislatura.
Alle elezioni politiche del 2013 è ricandidato al Senato della Repubblica nelle liste di Rivoluzione Civile di Antonio Ingroia (in quota IdV) come capolista nelle regioni Liguria, Puglia, Basilicata ed in terza posizione nel Lazio, tuttavia non viene rieletto a causa del mancato raggiungimento della soglia di sbarramento da parte della lista.
In seguito ricopre l'incarico di consigliere del Presidente della Giunta regionale Campania per le problematiche relative alle emergenze di Protezione civile. Diviene segretario regionale dell'IdV in Campania.
Il 23 settembre 2017 abbandona l'Italia dei Valori e aderisce a Forza Italia, la quale lo candida alla Camera alle elezioni politiche del 2018. Non risulterà eletto.